# Frederick Maurice Watson Harvey
Frederick Maurice Watson Harvey VC, CBE, MC , kanadski general, * 1888, † 1980.